# زن زن است
زن زن است (به فرانسوی: Une femme est une femme) فیلمی است ساختهٔ ژان-لوک گدار، کارگردان فرانسوی، محصول سال ۱۹۶۱. این فیلم که در ژانر موزیکال قرار دارد و به سبک فیلم‌های نئورئالیستی ساخته شده، ادای دین فیلم‌ساز به موزیکال‌های آمریکایی‌ست. زن زن است سومین فیلم بلند گدار است. پس از موفقیت غیرمنتظره اولین فیلم گدار (از نفس افتاده) و توقیف دومین فیلم او (سرباز کوچک) به دلیل موضع فیلم در قبال جنگ الجزایر، گدار این فیلم را با تهیه‌کننده‌های فرانسوی و ایتالیایی، با بودجه فراوان، به طریقه سینما اسکوپ و رنگی ساخت.

## خلاصه داستان
داستان فیلم دربارهٔ دختری به نام آنژلا (آنا کارینا) می‌باشد که رقاص برهنه است. او می‌خواهد بچه‌دار شود اما دوست‌پسرش، امیل (ژان-کلود بریالی)، علاقه‌ای به بچه دار شدن ندارد. آنژلا مصمم است و اگر امیل حاضر نباشد او را باردار کند سراغ مرد دیگری خواهد رفت. آلفرد (ژان‌پل بلموندو) که بهترین دوست امیل است گزینه مناسبی‌ است…

## سبک فیلم

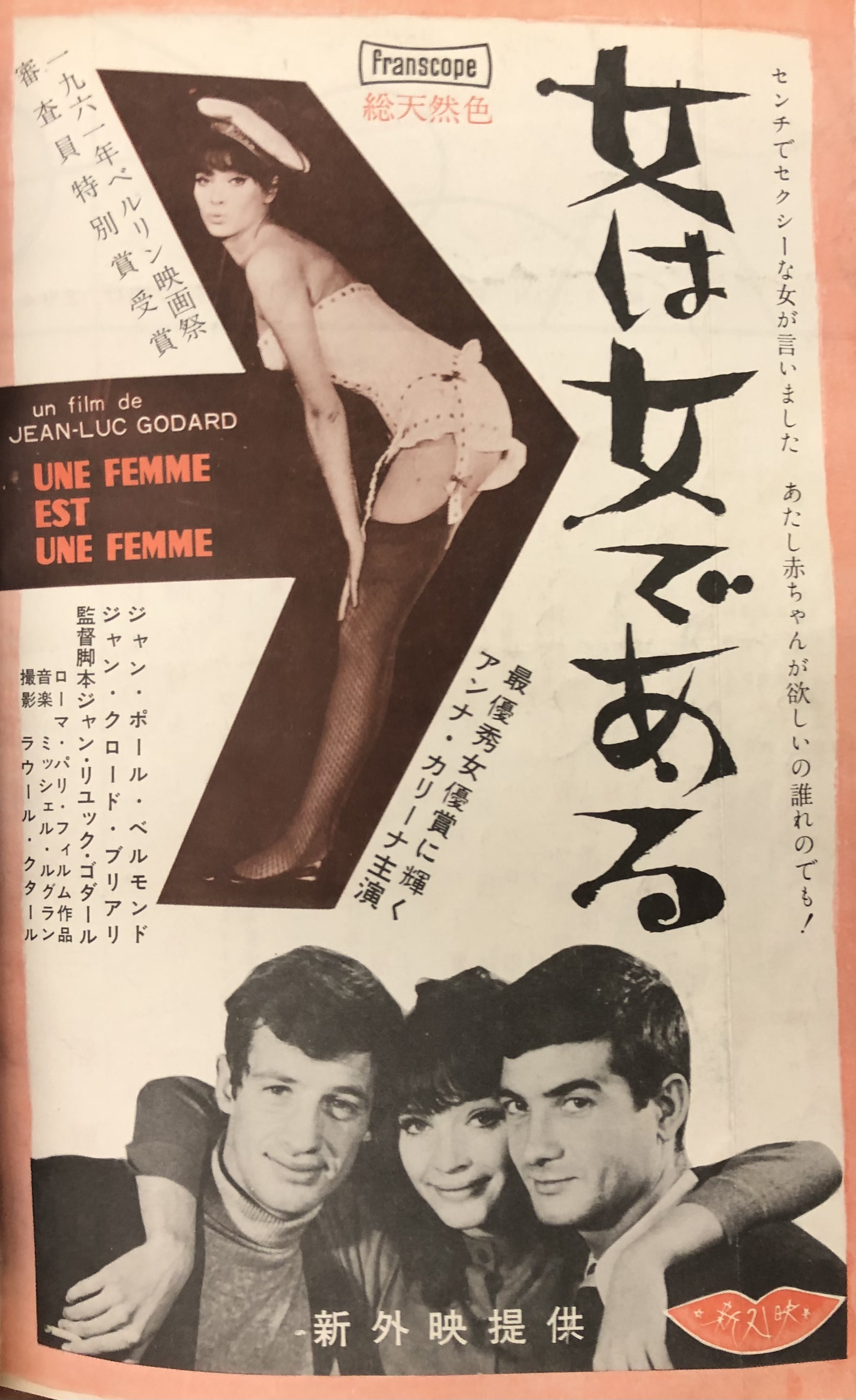
این فیلم موزیکالی‌ست که موزیکال نیست.

زن زن است را به دلیل رقص و آوازی که در فیلم وجود دارد فیلمی موزیکال می‌دانند اما به گفته سازنده‌اش این فیلم بیشتر «تصور فیلم موزیکال»، «نوستالژی فیلم موزیکال» و «موزیکالی نئورئالیستی» است. این فیلم طی ۵ هفته ساخته شد. گدار دستورکار دقیقی از پیش تدارک دیده بود اما فیلمنامه‌ای در کار نبود و دیالوگ‌ها روز به روز نوشته می‌شد. بازیگران لباس صحنه نداشتند و لباس‌های خودشان را جلوی دوربین می‌پوشیدند. لوکیشن فیلم (منطقه سن دنی در استراسبورگ) دقیقاً به خاطر ظاهر خاکستری و بی‌زرق و برقش انتخاب شده بود. گدار خیال داشت فیلم‌برداری را در خانه‌ای واقعی انجام دهد اما وقتی صاحبخانه راضی به اجاره دادن خانه‌اش نشد ناچار شدند فضای خانه را در یک استودیو بازسازی کنند. دیوارهای استودیو، بر خلاف استودیوهای هالیوودی، غیرمتحرک بود و سقف آن طوری طراحی شده بود که شیوه نورپردازی از بالا را القا نکند. این فیلم، اولین فیلم گدار است که صدابرداری آن سر صحنه انجام شد و به همین دلیل گاهی سر و صدای آدم‌های پشت صحنه را در پس‌زمینه می‌شنویم. فیلم با کلمات «نور، دوربین، حرکت» کارگردان آغاز می‌شود. بازیگران مرتباً یادآوری می‌کنند که به حضور تماشاگران آگاهند. اشاره‌هایی به فیلم‌های قبلی گدار و فیلم‌های فرانسوا تروفو می‌شود. در جایی از فیلم، ژان‌پل بلموندو به دوربین چشمک می‌زند و با «رفیقش، برت لنکستر» شوخی می‌کند. سبکی و شادی و شیرینی معمول موزیکال‌ها در این فیلم وجود ندارد. بریالی در آخر فیلم به کارینا می‌گوید «نمی‌دانم این فیلم کمدی‌ست یا تراژدی». در واقع این فیلم موزیکالی‌ است که موزیکال نیست.

## جوایز
- برنده جایزه خرس نقره‌ای جشنواره بین‌المللی فیلم برلین برای بهترین بازیگر زن (آنا کارینا)، ۱۹۶۱
- برنده جایزه ویژه هیئت داوران جشنواره بین‌المللی فیلم برلین، ۱۹۶۱[۴]
- خرس طلایی (نامزدشده)